# 밤페타
마르쿠스 안드레 바치스타 두스 산투스(포르투갈어: Marcos André Batista dos Santos, 1974년 3월 13일 ~ )는 밤페타(포르투갈어: Vampeta)라는 이름으로 알려져 있는 브라질의 전직 축구 선수이자 현직 축구 감독이다.
밤페타라는 이름은 그의 별명인데 이는 "흡혈귀"라는 뜻을 가진 포르투갈어 단어인 '밤피루'(vampiro)와 "악마"라는 뜻을 가진 포르투갈어 속어인 '카페타'(capeta)의 합성어이다.

## 클럽 경력
1993년에 브라질 사우바도르를 연고로 하는 축구 클럽인 EC 비토리아에 입단했고 1994년에는 네덜란드의 PSV 에인트호번으로 이적했다. 하지만 새로운 팀에 적응하는 과정은 쉽지 않았고 1995년부터 1996년까지 네덜란드의 VVV 펜로, 브라질의 플루미넨시로 임대되었다. 1997년에 PSV 에인트호번으로 복귀하면서 좋은 활약을 보여주었고 1998년에는 브라질 상파울루를 연고로 하는 축구 클럽인 코린치앙스로 이적하게 된다.
2000년 여름에는 이탈리아의 인테르나치오날레로 이적했지만 주전 경쟁에서 밀려나면서 팀을 떠나게 된다. 2001년 1월에는 프랑스의 파리 생제르맹으로 이적했지만 이마저도 주전 경쟁에서 밀려나게 된다. 2001년 8월에는 플라멩구로 이적하면서 브라질 무대에 복귀했고 2002년부터 2007년까지 코린치앙스, 비토리아, 고이아스에서 활약했다. 2008년에 주벤투스에서 활동한 것을 끝으로 은퇴하게 된다.

## 국가대표 경력
1998년 9월 23일에 열린 유고슬라비아와의 친선 경기에 처음 출전하면서 브라질 축구 국가대표팀 선수로 데뷔했으며 1999년 코파 아메리카, 1999년 FIFA 컨페더레이션스컵, 2001년 FIFA 컨페더레이션스컵에 참가했다. 브라질이 우승을 차지했던 2002년 FIFA 월드컵에도 참가했지만 1경기 교체 출전에 그쳤다. 1998년부터 2002년까지 브라질 축구 국가대표팀에서 39경기에 출전하여 2골을 기록했다.

## 수상

### 클럽
PSV 에인트호번
- 요한 크라위프 스할 2회 우승 (1996, 1997)
- 에레디비시 1회 우승 (1997)

코린치앙스
- 캄페오나투 브라질레이루 세리이 A 2회 우승 (1998, 1999)
- 캄페오나투 파울리스타 2회 우승 (1999, 2003)
- 2000년 FIFA 클럽 세계 선수권 대회 우승
- 토르네이우 리우-상파울루 1회 우승 (2002)

고이아스
- 캄페오나투 고이아누 1회 우승 (2006)

### 국가대표
- 1999년 코파 아메리카 우승
- 1999년 FIFA 컨페더레이션스컵 준우승
- 2001년 FIFA 컨페더레이션스컵 4위
- 2002년 FIFA 월드컵 우승

### 개인
- 볼라 지 프라타 2회 수상 (1998, 1999)